# George Terry
Ne doit pas être confondu avec Terry George.
George Terry (né en 1950) est un guitariste, bassiste et auteur-compositeur américain de rock et blues rock, connu notamment pour sa collaboration avec Eric Clapton dans les années 1970 et en tant que musicien de session pour de nombreux artistes et groupes tels que ABBA, les Bee Gees, Joe Cocker, Andy Gibb, Freddie King, Diana Ross, Stephen Stills et Kenny Rogers.

## Carrière
George Terry est originaire du sud de la Floride et commence sa carrière de musicien à la fin des années 1960. Avec GAME, il sort deux albums en 1970 et 1971. George Terry y est lead guitar et bassiste et écrit plusieurs chansons.
En 1974, alors qu'il travaille à ce qui allait devenir l'album 461 Ocean Boulevard, Eric Clapton engage George Terry en tant que membre à plein temps de son groupe. Durant la période d'enregistrement, George Terry amène à Clapton l'album Burnin' de Bob Marley and the Wailers en lui disant qu'il aime beaucoup la chanson I Shot the Sheriff. Il persuade Clapton d'en enregistrer une reprise, et le groupe le convainc de l'inclure sur l'album car elle a un potentiel commercial. Sur le même album Terry écrit la dernière chanson, Mainline Florida, qui dénote un peu du reste de l'album avec Clapton utilisant une talk box pendant le solo final.
Terry travaille dans le groupe de Clapton en tant que guitariste et auteur-compositeur pendant toutes les années 1970, participant aux albums There's One in Every Crowd, E.C. Was Here, No Reason to Cry et Slowhand. Sur No Reason to Cry, il est parolier de Don't Blame Me, un reggae conçu comme une « suite » de I Shot the Sheriff et sur Slowhand, il co-écrit la chanson Lay Down Sally (en),.
George Terry a travaillé en tant que musicien de session pour de nombreux artistes et groupes tels que ABBA, les Bee Gees, Joe Cocker, Andy Gibb, Freddie King, Diana Ross, Stephen Stills et Kenny Rogers.
En 1981, Terry et Kitty Woodson sortent l'album Life,. La chanson Cool Down est sortie sous forme de single. En 1983, E.T. Phone Home, écrite par Terry et Woodson, atteint la 84e des charts au Royaume-Uni,.
En 2001, la chanson What'll I Do, écrite par Terry, est incluse sur l'album The 25 Year Collection des Bellamy Brothers et sort en tant que single. Terry a également co-produit quatre titres avec le groupe. En 2004, Terry sort un album solo, Guitar Drive.